# 鈴木寛樹
鈴木 寛樹（すずき ひろき、1981年5月15日 - ）は、静岡県出身の元プロ野球選手（投手）。

## 来歴・人物
竜洋中学時代は吉田中学の高木康成（近鉄〜巨人）と共に全中大会に出場。掛川西高時代は2年の夏、第80回全国高等学校野球選手権記念大会に出場し、1回戦で3番手として登板した。1999年のドラフト4位で横浜ベイスターズに入団。
プロ入り後は右肩痛などもあり二軍でも結果を残せず、一軍登板が無いまま2002年に戦力外通告を受け引退。2015年に学生野球資格回復の認定を受けている。同年より母校でコーチを務めている。

## 詳細情報

### 年度別投手成績
- 一軍公式戦出場なし

### 背番号
- 68 （2000年 - 2002年）